# 諧鐸
『諧鐸』（かいたく）は、清代の沈起鳳（中国語版、しんきほう）撰の文言小説集である。この作品は、『聊斎志異』の影響を受けて書かれた清代の志怪回帰的作品群の一つである。12巻122篇。
刊行年代としては、跋文の一つに乾隆56年（1791年）と記されたものが、また現存する刊本に乾隆56年刊と明記されたものがあり、これが原刻版の時期とされている。
東京大学東洋文化研究所所蔵の「雙紅堂文庫」に乾隆57年（1792年）刊本『諧鐸十二卷』1帙6冊が収蔵されている。影印

## 章節
- 卷一

「狐媚」「虎痴」「雞淡」「獺祭」「蟻封」「龜鑑」「兔孕」「雉媒」
- 卷二

「屏角相郎」「筆頭減壽」「討貓檄」「祭蠹文」「隔牖談詩」「垂簾論曲」「考牌逐腐鬼」「妙畫代良醫」
- 卷三

「嬌娃皈佛」「老面鬼」「遮眼神」「燒録成名」「讀書貽笑」「鏡戲」「帖嘲」「一錢落職」「兩指題旌」
- 卷四

「酒戒」「色戒」「財戒」「氣戒」「俠妓教忠」「雛伶盡孝」「丐婦殉節」「營卒守義」「桃夭村」「荊棘里」
- 卷五

「惡餞奇婚」「泄氣生員」「菜花三娘子」「泥傀儡」
- 卷六

「上清官除妖」「蘇三」「葛九」「奇女雪怨」「達士報恩」「夢中夢」「身外身」「面目輪迴」「能詩賊」
- 卷七

「有根女」「鬼婦持家」「鄙夫訓世」「蟲書」「獸譜」「黑衣太僕」「鮫奴」「犬婢」
- 卷八

「棺中鬼手」「十姨廟」「車前數典」「騾後談書」「死嫁」「生吊」「術士驅蠅」「壯夫縛虎」
- 卷九

「嘲呉蒙」「賽齊婦」「村姬毒舌」「蘸婦冰心」「地師身後劫」「節母死時箴」「頂上圓光」「掌中秘戲」「眼前殺報」「腦後淫魔」
- 卷十

「道人神相」「蟪蛄郡」「蜣螂城」「鬼嫖」「神賭」「夢裡家園」「命中姻眷」「臭桂」「祥鴉」
- 卷十一

「老僧辨奸」「青衣捕盜」「正士驅邪」「惡客除淫」「芙蓉城香姑子」「掃帚村鈍秀才」「三杖懲奴」「片言保赤」「盜師」「鬼婿」「書神作祟」「病鬼延醫」
- 卷十二

「南部」「北里」「貧兒學諂」「才士懲驕」「卜將軍廟靈籤」「怕婆縣令」「呂仙寶筏」「大士慈航」「天府賢書」

## 日本語訳書
- 前野直彬 訳 『閲微草堂筆記 子不語 述異記 秋燈叢話 諧鐸 耳食録』平凡社〈中国古典文学大系 42〉、1971年 ISBN 978-4582312423。「諧鐸」122編中20篇の抄訳。

## 注・出典
1. ↑  文言小説とは、宋代以後の中国小説史の上で、大きな比重を占めてはいなかったために、形態名が与えられていなかったこの分野に対し、前野直彬が仮に付けた呼称である。平凡社 中国古典文学大系 42 『閲微草堂筆記（抄） 子不語（抄） 他』 。解説 p.503 。
2. ↑  前野直彬 中国古典文学大系 42、解説 p.515-517 。
3. ↑  長澤規矩也旧蔵書を保管。